# Bianco sporco
Bianco sporco è il sesto album dei Marlene Kuntz, pubblicato l'11 marzo 2005.

## Il disco
Il disco è stato registrato da Riccardo Parravicini tra Cuneo e Roma e prodotto interamente dai Marlene Kuntz. Questo disco si avvalora nuovamente della collaborazione di Rob Ellis, già produttore artistico del precedente Senza peso, e di Victor Van Vugt, ingegnere del suono, missatore e produttore. Gianni Maroccolo (Litfiba, CCCP Fedeli alla linea, CSI) è ospite nelle vesti di bassista e sostituisce Dan Solo, che ha lasciato la band poco prima delle registrazioni.
L'album è preceduto dal singolo Bellezza, in rotazione radiofonica dal 18 febbraio 2005. Secondo singolo/video estratto è Poeti.
Il tour promozionale parte il 15 aprile e vede la partecipazione di Ellis alle tastiere e Maroccolo al basso.

## Tracce
1. Mondo cattivo – 4:39
2. A chi succhia – 4:14
3. Il solitario – 4:34
4. Bellezza – 4:05
5. Poeti – 3:36
6. Amen – 6:47
7. Il sorriso – 3:45
8. L'inganno – 5:10
9. La lira di Narciso – 4:00
10. La cognizione del dolore – 5:35
11. Nel peggio – 5:18

## Formazione
- Cristiano Godano - voce e chitarra
- Riccardo Tesio - chitarra
- Gianni Maroccolo - basso
- Rob Ellis - tastiere, marimba
- Luca Bergia - batteria, cori

Altri musicisti
- Eszter Nagypar - violoncello
- John Maida - violino
- Giorgio Canali - cori in L'inganno
- Giulia Villari - cori in Bellezza
- Riccardo Parravicini - chitarra acustica in Bellezza

## Classifiche
| Classifica (2005) | Posizione massima |
| ----------------- | ----------------- |
| Italia            | 7                 |